# 本埜小林
本埜小林（もとのこばやし）は、千葉県印西市の大字。郵便番号270-2308。

## 地理
北は栄町南、東は将監、南東は笠神、南は物木、西は小林、竹袋に隣接している。飛び地が点在しており、立埜原、甚兵衛、和泉屋、萩埜、下曽根、押付に隣接している。

## 小字
- 諸岡（もろおか）
- 立埜原（たてやわら） - 一部が立埜原となる。
- 徒越（かちごし）
- 堤外上（ていがいかみ）
- 堤外下（ていがいしも）

## 歴史
江戸期は小林新田であり、下総国印旛郡のうち。寛文年間に小林村の埜地を同村が開発して成立。寛文11年国手形寺請状改綴によれば、入百姓7、出身地は武蔵国幸手領3、印西領1、庄内領1、常陸国下妻領1、同善間領1（吉植家文書）。幕府領。村高は「元禄郷帳」「天保郷帳」「旧高旧領」ともに211石余。安食卜杭新田、酒直卜杭新田、および笠神埜原（十四ヶ）新田を含めた地域は、枝利根川（現将監川）と印旛沼に接しており、水害が多発したため早くから普請組合を結成している。

### 年表
- 1873年（明治6年） - 千葉県に所属。
- 1889年（明治22年）4月1日 - 町村制施行し、下曽根新田、下井新田、松木新田、将監新田、中田切新田、長門屋新田、和泉屋新田、佐野屋新田、甚兵衛新田、中根新田、行徳新田、松虫新田、押付新田、萩原新田、安食卜杭新田の大部分、小林新田、酒直卜杭新田が合併し埜原村が発足。埜原村大字小林新田となる。
- 1910年（明治43年） - 小林新田が改称し、埜原村大字小林となる。
- 1913年（大正2年）4月1日 - 本郷村・埜原村が合併し、本埜村が発足。本埜村小林となる。
- 2010年（平成22年）3月23日 - 印旛村・本埜村が印西市に編入。印西市本埜小林となる[5]。

小林字立埜原の一部が立埜原となる。

## 世帯数と人口
2017年（平成29年）10月31日現在の世帯数と人口は以下の通りである。
| 大字     | 世帯数 | 人口  |
| -------- | ------ | ----- |
| 本埜小林 | 46世帯 | 114人 |

## 施設
- 七区コミュニティセンター
- 東福寺
- 水神社